# Райское озеро
«Ра́йское о́зеро» (англ. Eden Lake) — британский триллер режиссёра и сценариста Джеймса Уоткинса, его полнометражный дебют. Главные роли исполняют Келли Райлли, Майкл Фассбендер и Джек О’Коннелл.
Фильм получил в основном положительные оценки кинокритиков. Картина является лауреатом премии «Empire»  в категории «Лучший фильм ужасов» (2009).

## Сюжет
Дженни работает воспитательницей в детском саду. Она и её парень Стивен решают провести романтические выходные на берегу Райского озера на дикой природе. Достигнув песчаного пляжа, Дженни и Стив располагаются прямо у озера, оставив джип в ближайших зарослях.
Задремавшую Дженни будит навязчивый лай собаки. Отдых молодых людей нарушает группа подростков, громко слушающая музыку через магнитофон. Дженни, решив не навлекать проблем, хочет покинуть берег Райского озера и говорит об этом молодому человеку, но Стив ссылается на то, что они пришли на пляж первыми. Старший, и занимающий высшее положение в банде подросток окликает собаку, называя её «Бонни», и паре вроде бы даётся шанс расслабиться. Однако через некоторое время Бонни снова даёт о себе знать, подбегая к Дженни и брызгая на неё слюной. Стив решает приструнить обнаглевших членов шайки и просит убавить громкость музыки, на что ребята отвечают грубым отказом. Мужчина возвращается обратно, осыпаемый бранью. Стивен молча ложится рядом с Дженни и всем своим видом показывает, что ему всё равно, а девушка вынуждена не обращать внимания на главаря шайки, без всякого стеснения рассматривающего её тело в бинокль. После, искупавшись в озере, молодые люди дожидаются ухода подростков с пляжа и готовятся ко сну.
На следующее утро пара обнаруживает, что контейнер с провизией кишит насекомыми и шина их автомобиля спущена, проткнутая осколками от пивной бутылки, оставленной подростками. Тем не менее, молодых людей это не останавливает, и они едут на завтрак в ближайшее кафе. По дороге в коттеджный посёлок недалеко от Райского озера джип пары сопровождает та самая банда, но уже на велосипедах. Подростки выкрикивают вслед Дженни и Стиву ругательства, но молодые люди как ни в чём не бывало продолжают путь.
В заведении пару обслуживает официантка, и Стивен спрашивает, не встречала ли она здесь шайку малолетних безобразников и все ли подростки остаются безнаказанными, и женщина отвечает, что не ей решать — она не является матерью ни одного из них.
После завтрака на лужайке двора, у которого припарковались молодые люди, Стив замечает несколько брошенных велосипедов и решает, что они принадлежат подросткам. Мужчина намеревается поговорить с родителями ребят по поводу их поведения, полагая, что они находятся в доме, однако, постучавшись, не дожидается ответа, самостоятельно открывает дверь и заходит.
Тем временем на Дженни, ждущую Стива в автомобиле, кричит мужчина, обвиняя её в том, что она загородила въезд на участок. Он обзывает девушку «овцой» и приказывает поторопиться; Дженни поспешно пересаживается на водительское сидение и отъезжает на некоторое расстояние. Владелец двора, продолжая бормотать бранные слова, останавливает автомобиль на участке и закрывает ворота.
Стивен, уже обследовавший несколько комнат, замечает на стенах детские портреты главаря банды подростков и в очередной раз удостоверяется, что здесь проживает его семья и он сам, однако мужчина не придаёт этому особого значения. Стив уже собирается покинуть помещение, как вдруг видит мужской силуэт за матовым дверным стеклом чёрного хода. Пока тот открывает дверь, Стивен быстро поднимается по лестнице на второй этаж, чтобы не попасться на глаза явно рассерженному владельцу дома. Наверху, в поисках выхода, Стив случайно наступает на скрипящую половицу, и хозяин помещения поднимается вслед за мужчиной, чтобы проверить источник звука. Стивен слышит приближающиеся шаги и грозные выкрики. Выглянув в окно, он видит группу знакомых подростков. Мужчине остаётся только вылезти из окна и, не привлекая внимания шайки, сползти вниз по черепичной крыше. Владелец дома поднялся на второй этаж и стучит в дверь комнаты. Выждав, он заходит в комнату и распахивает окно. Хозяин помещения в гневе зовёт «Бретта», коим оказывается главарь банды, когда Стив уже спрыгнул за кирпичную ограду и направляется к своему джипу.
Пара возвращается к Райскому озеру. Дженни загорает на пляже, а Стивен совершает подводное плавание. Выбравшись из воды, мужчина находит в кармане своего пиджака коробочку с обручальным кольцом и собирается подарить кольцо Дженни, однако девушка не находит их пляжной сумки, где лежат ключи от машины, кошелёк и мобильный телефон, и делится своими опасениями с молодым человеком. Заподозрив неладное, молодые люди спешат к месту, где оставили автомобиль, но его там не оказывается.
Отправившись на поиски машины, пара чудом избегает столкновения с их же джипом, которым управляет Бретт. Резко развернув автомобиль, Бретт и другие подростки выкрикивают вслед Дженни и Стиву ругательства и уезжают в противоположном направлении.
С наступлением темноты измученные молодые люди останавливаются отдохнуть в чаще леса и видят неподалёку отсветы костра. Стивен замечает столпившуюся у огня знакомую шайку; некоторые из подростков пинают ногами клетку с пойманным в неё барсуком. Животное мечется по клетке и жалобно фыркает, чем только подзадоривает ребят. Увидев молодых людей, банда отвлекается от барсука; Стив просит вернуть им их личные вещи, подчеркнув, что ему всё равно, каким способом они развлекают себя. Дженни предостерегает друга, прося его не связываться с подростками, но Стив непреклонен. Неожиданно мужчина слышит звуковой сигнал его мобильного, доносящийся из кармана куртки Бретта, и проявляет большую настойчивость, когда один из членов шайки достаёт нож, подливая масла в огонь, и завязывается драка. В потасовке Стивен перехватывает нож и случайно ранит Бонни. Бретт склоняется над телом собаки и пытается остановить кровотечение. Стив предлагает отвезти собаку к ветеринару, видя, что для подростка животное много значит, но Бретт швыряет ему под ноги ключи от джипа и прогоняет. Дженни начинает нервничать и умоляет Стивена поспешить, и пара, взявшись за руки, убегает, забрав ключи. Бонни умирает на руках главаря банды, и если ранее выходки подростков были лишь поводом позлить взрослых, то сейчас шайка действительно обозлилась на них за смерть любимой собаки Бретта и жаждет мести.
Молодые люди, отойдя на приличное расстояние, внезапно слышат гневный выкрик Бретта, призывающий к погоне, быстро садятся в машину и, в панике пытаясь высвободить её из-под бурьяна, въезжают на крутой склон. Подростки бросают камни с пригорка, чтобы заставить молодых людей выйти из автомобиля, и разбивают фары джипа. К тому времени совсем стемнело, и без света Стив был бы не в состоянии видеть, куда едет. В конце концов, машина врезается в дерево, ветви которого пробивают ветровое стекло и прижимают тело Стивена к сидению. Мужчина пресекает попытки Дженни освободить его и приказывает ей бежать в город за помощью, с ужасом внимая приближающимся голосам подростков. Дженни же, тоже услышавшая боевые кличи банды, затаилась под сенью кустов, чтобы не попадаться шайке на глаза этой ночью и идти к людям завтра.
На следующее утро Дженни не находит Стива в машине и, ожидая самого худшего, отправляется на его поиски. Оказывается, что мужчину привязали колючей проволокой к деревянному столбу на небольшой полянке. Дженни, едва сдерживая слёзы, из укрытия наблюдает за импровизированной казнью друга. Каждый из членов шайки наносит Стивену болезненные раны, подстрекаемый Бреттом. Главарь банды уверяет подростков, что, «если они не прикончат ублюдка, он заявит в полицию и выдаст их». Марк и Рики действуют без колебаний, а другие два парня едва решаются покалечить Стива, однако, под натиском Бретта, они всё-таки совершают злодеяние. Пейдж, единственная девушка из шайки, не участвует в кровавой расправе, а снимает зрелище на камеру своего телефона.
Дженни использует GPS Bluetooth своего мобильного устройства, чтобы подключиться к телефону друга и отвлечь внимание банды. Бретт догадывается, что Дженни где-то рядом, и подростки, забыв об умирающем Стиве, кидаются в погоню за девушкой, задействовав велосипеды. Стивену даётся время, чтобы выпутаться из проволоки, уйти на порядочное расстояние и спрятаться. Оторвавшись от своих преследователей, Дженни натыкается на трейлер, внутри которого видит лежащую на столе рацию. Сначала рукой, а потом строительным уровнем девушка пытается дотянуться до устройства, но рация падает и разбивается. В цепи, на которую закрыта дверца вагончика, запутывается кофта Дженни, и она, оставив попытки освободить вещь, тем самым оставляет улику её пребывания здесь. Спрятавшись позади трейлера, девушка наблюдает за приближением шайки. Подростки замечают кофту девушки, запутавшуюся в цепи, и выламывают дверь, полагая, что жертва находится внутри трейлера. Внезапно Бретт вспоминает о Стивене и посылает Рики к просеке, чтобы удостовериться, мёртв ли «ублюдок». Подросток, не обнаружив Стива на полянке, сообщает об этом Бретту, на что главарь отвечает, что мужчина не мог уйти далеко с такими ранами.
Тем временем Стивен, освободившись от колючей проволоки, направляется к своему автомобилю и открывает багажник, чтобы достать аптечку. Срабатывает система сигнализации, заслышав которую банда подростков отвлекается от поисков Дженни, залезшей на крышу вагончика, и едет в погоню на своих велосипедах за Стивом. Мужчина же старается скрыться от шайки с максимальной скоростью, какая возможна при его состоянии, и прячется за одним из деревьев в роще. Он слышит шаги и готовится принять последний бой, сжав в руках ломик, но неведомым преследователем оказывается Дженни, и Стивен облегчённо вздыхает.
Молодые люди, едва не валясь с ног от кровопотери и усталости, замечают лачугу у самого озера и укрываются там. Дженни старается остановить кровотечение в брюшной полости друга, где находится самая глубокая рана. Подростки уже обыскали лесную чащу и просеку, когда наткнулись на хижину, где спряталась пара. Уже не сомневаясь в своей правоте, Бретт указывает на убежище, и банда направляется к лачуге. Дженни замечает приближение шайки к их укрытию, наблюдая за ними сквозь узкую щель между досками, из которых сложены замшелые стенки. Взгляд её падает на люк, проделанный в бревенчатом полу лачуги. Подростки взламывают хижину, а Дженни, поддерживающая рукой потерявшего сознание Стивена, притаилась в воде прямо под лачугой, со страхом ожидая самого худшего. Не обнаружив жертв в хижине, разочарованные подростки уходят, но следы пребывания молодых людей в виде крови и разбросанных медикаментов дают им силы продолжать преследование. Выждав, Дженни выволакивает Стива из-под лачуги и укрывает его листьями, обещая привести помощь. Очнувшийся мужчина качает головой. Неожиданно девушка находит в кармане окровавленного пиджака коробочку с обручальным кольцом. Чтобы хоть чем-нибудь поддержать друга, Дженни надевает кольцо на свой безымянный палец и демонстрирует кольцо мужчине. Стивен улыбается и просит её возвратиться поскорее.
Дженни бежит в город, следуя линии электропередач, но случайно наступает на штырь, который насквозь протыкает ей стопу, и падает. Поднявшись, девушка находит безопасное место в роще. Извлекая штырь из раны, она старается сдержать крики боли, зажав в зубах палку, чтобы не выдавать подросткам своё местоположение.
После Дженни встречает Адама — мальчика, которого пара видела рисующим в начале поездки. Девушка просит позвонить Адама его матери, чтобы она помогла ей найти путь в коттеджный посёлок, на что мальчик уклончиво отвечает: «Она на работе». Вместо того, чтобы вести Дженни к городу, ориентируясь по линии электропередач, Адам уводит её ещё глубже в лес, аргументируя это тем, что мать забирает его прямо отсюда. Прежде, чем Дженни заподозрила неладное, на склоне оврага, куда привёл её Адам, появляется банда знакомых подростков. Бретт подмигивает Адаму. Дженни медленно отходит, но Марк, подкравшийся к ней сзади, отрезает путь к отступлению и ударяет её по голове.
Очнувшись, Дженни обнаруживает себя привязанной к тому самому столбу, где пытали Стивена. Мужчина тоже оказался рядом с девушкой в положении сидя, но уже будучи мёртвым. Бретт заставляет Адама сжечь обоих жертв, несмотря на то, что Дженни всё ещё жива. Адам протестует, но Бретт угрожает ему, что, если он не сожжёт пару, то будет следующим. Мальчик, не видя другого выхода, зажигает спичку и бросает её на дрова, облитые керосином. Топливо моментально воспламеняется и охватывает тело Стива. Дженни плачет от мучительной боли, причиняемой огнём, и умоляет пощадить её, однако верёвки, которыми привязана девушка, тлеют, и она вырывается из огненного плена. Бретт направляется к ней, провоцируя на самоубийство, но Дженни опрокидывает канистру с керосином и бросает туда горящую головню. Воспламенившийся керосин создаёт для девушки огненный заслон, и она убегает прочь. Бретт в любом случае не смог бы пройти сквозь пламя, а потому воспользовался Адамом для шантажа девушки: он надел на шею мальчика автомобильную шину и, крепко удерживая его за ворот джемпера, облил керосином, крича, что, если Дженни сейчас же не вернётся, он сожжёт Адама заживо. Мальчик зовёт на помощь и пытается вырваться, но подростки лишь молча наблюдают за его реакцией, не предпринимая никаких действий. Уже далеко Дженни видит, что пламя охватило одежду кричащего от боли Адама, и её рвёт. Девушка понимает, что желание быть членом подростковой шайки обернулось против мальчика и решает, что собственная шкура дороже чужой и Адаму уже не помочь.
По пути к городу Дженни натыкается на большую карту-путеводитель и прослеживает по ней свой путь, когда слышит приближающийся говор Бретта и Рики. Дженни видит записную книжку отзывов и царапает в ней призыв о помощи ручкой. Сдерживая отвращение, девушка прячется от подростков в мусорном баке. Подошедший Рики делится своими опасениями с Бреттом, видя, что Дженни украла карту и теперь знает, куда идти. Бретт заверяет его, что пешком девушка далеко не уйдёт. Затем Рики замечает листок с обращением, а главарь банды комкает его и собирается выбросить в мусорный бак. Дженни в страхе замирает, притаившись в гуще помоев, но Бретта отталкивает чудовищный запах отбросов из бака, и он просто бросает бумагу на землю.
Дождавшись ухода подростков, Дженни вылезает из мусорного бака. Она подходит к стенду, где висела карта, и подбирает осколок. Обмотав его лоскутом, оторванным от платья, Дженни вооружается самодельным ножом. На металлической поверхности стенда девушка видит отражение грязной, испачканной в собственной крови, земле и помоях замарашки. Она слышит шаги, и её сознание медленно реагирует на то, что это подросток, то есть опасность. Обладателем шелеста листьев оказался Купер — самый младший подросток в банде; он негромко окликает Дженни с явным намерением помочь, но изувеченная безумной гонкой от разъярённых преследователей психика девушки не выдерживает, и она всаживает в шею Купера осколок стекла. Кашляя, мальчик начинает оседать на землю, и только тогда Дженни осознаёт, что совершила. Девушка безрезультатно пытается остановить хлещущую фонтаном кровь. Купер содрогается в конвульсиях в последний раз и умирает у неё на руках.
Уже стемнело, однако подростки продолжают поиски Дженни. Неожиданно в одиночестве скитающийся по роще Бретт слышит крик Пейдж и идёт на её голос. Девушка и другой член банды Гарри склонились над телом Купера; подросток, даже не стараясь сдерживаться, плачет, а Пейдж молча стоит рядом, опустив голову. Бретт упрекает парня в мягкосердечности и, взяв у Пейдж телефон, показывает ему запись, где он сам калечил покойного Стивена, насильно заставляя подростка упереться взглядом в экран телефона. Гарри отнимает у Бретта телефон и набирает чей-то номер, отойдя на несколько шагов; Бретт интересуется, кому он звонит. Подросток не отвечает, и главарь повторно задаёт вопрос. Внезапно Бретт осознаёт, что парень звонит в полицию, и подходит к нему, тихо, но угрожающе приказав выключить телефон. Подросток лишь сдерживает слёзы, упрямо глядя ему в лицо. Бретт забился в истерике, выкрикивая одно и то же слово «выключи». Повалив Гарри на землю, главарь начал бить его по лицу сначала кулаком, а затем ногой, не обращая внимания на мольбы о помощи. Подросток затих; раздался звуковой сигнал, оповещающий о входящем вызове. Нервы Бретта окончательно сдали, и он бросился к Пейдж. Девушка, испугавшись его, убегает прочь.
Дженни, выбравшись на главную дорогу, валится с ног и падает на землю. Её замечает водитель небольшого грузовика Рис и спрашивает, что случилось с девушкой и почему она пребывает в таком виде. Дженни говорит мужчине, что за ней гнались и он, довольствуясь этим, пускает её в фургон. Девушка уточняет, куда он едет. Рис отвечает, что ищет своего младшего брата, Рики. Дженни с ужасом понимает, что это родственник одного из члена банды, и как можно спокойнее просит мужчину поменять направление, так как ей нужно в город, к людям, однако водитель непреклонен. Он набирает номер Рики и спрашивает, где того носит. Мужчина останавливает грузовик у ограды, где видит Марка и Рики, и выходит из автомобиля, оставив ключи в замке зажигания. Дженни воспользовалась моментом и пересела на водительское сидение, сдавая назад; она разворачивает фургон и уезжает. Скрывшись из виду водителя и подростков, Дженни замечает Пейдж, выбежавшую на дорогу. Крепко сжав зубы, Дженни резко нажимает на газ и сбивает девушку, оставляя её умирать на обочине.
Дженни понимает, что спасение уже близко, замечая городские огни. Она подъезжает к чьему-то участку, но внезапно сталкивается с другим автомобилем и врезается в забор, ломая его и въезжая на ровно подстриженный газон. Дженни выходит из фургона, оставив дверь открытой, и, пройдя через массивную каменную арку, оказывается на заднем дворе, где люди затеяли вечеринку. Девушка зовёт на помощь и оседает на газон, теряя сознание.
Очнувшись, Дженни обнаруживает себя лежащей на постели. Какая-то женщина даёт ей воды, другая спрашивает, откуда у неё такое обручальное кольцо, а третья разговаривает по телефону, назвав Дженни «страшной как смерть». В комнату входит мужчина; Дженни узнаёт в нём владельца дома, который накануне несправедливо упрекнул её в неумении парковаться. Дженни поняла, что находится в доме Бретта, увидев его детские портреты на стенах, как и покойный Стивен, избежавший встречи с хозяином помещения, но не мести подростков.
Дженни просит проводить её до уборной. Закрывшись в туалете, девушка судорожно шарит по стенам, безуспешно пытаясь отыскать иной выход, и вооружается бритвой. Та женщина, что разговаривала по телефону, внезапно повысила голос и начала исступленно кричать, что «этого не может быть! Я не верю!». Джон — как выяснилось, отец Бретта, — начал успокаивать её, пытаясь выяснить, что случилось, но женщина не могла вымолвить ни одной связной фразы. Отец Бретта пинком открывает дверь уборной, и Дженни, дрожащими руками сжав бритву, прижимается к стене. Мать погибшего по её вине Купера, Мэл, вихрем налетела на неё, вцепившись Дженни в лицо, но Джон оттаскивает от неё обезумевшую женщину и выволакивает девушку наружу. У дверей стоят Бретт и другие гости вечеринки, которые оказались родителями других членов шайки, в том числе и официантка, обслуживавшая Дженни и Стива в кафе и совравшая, что не является матерью ни одного из подростков. Дженни понимает, что родственники подростков столь же жестоки, как и их дети; они скрывают и защищают банду от судебного преследования. Джон приказывает Бретту идти спать; тот ответил отказом, но отец пригрозил ему, и главарь распавшейся шайки был вынужден подчиниться.
Поднявшись к себе в комнату, Бретт молча захлопывает дверь, блокируя вопли и мольбы о помощи Дженни из ванной. Он вытаскивает из кармана джинсов телефон покойной Пейдж и удаляет все видеозаписи кровавой расправы над Стивеном, снятые девушкой, и кладёт мобильный обратно. Бретт смотрится в зеркало, надев солнцезащитные очки Стива.

## В ролях
- Келли Райлли — Дженни
- Майкл Фассбендер — Стив
- Джек О’Коннелл — Бретт
- Финн Аткинс — Пейдж
- Томас Тургус — Купер
- Том Гилл - Рики
- Джумэйн Хантер — Марк
- Джеймс Берроуз — Гарри
- Джеймс Ганди — Адам
- Бронсон Уэбб — Рис
- Шон Дули — Джон, отец Бретта

## Производство

### Влияние и развитие
На режиссёра Джеймса Уоткинса большое влияние оказали фильмы ужасов 70-х годов, такие как «Избавление» Джона Бурмена и «Соломенные псы» Сэма Пекинпы. Он хотел «вернуться к основному ужасу, который в то же время имеет что-то действительно страшное и социологическое, которое так или иначе связано с обществом. Это не фильмы с монстрами». «Райское озеро» является режиссёрским дебютом Уоткинса.

### Кастинг
На главную роль школьной учительницы Дженни Джеймс Уоткинс выбрал «одну из самых талантливых актрис своего поколения и одну из самых красивых: Келли Райлли. У нее естественное очарование, что делает ее уникальной актрисой. Технически она безупречна; у нее есть дар заставлять зрителей следить за ней во время всей истории. Я не хотел, чтобы Дженни была похожа на персонажа Рипли. Персонаж должен быть реалистичным: речь идет о учителе, которого ставят перед вопросом, сможет ли она убить ребенка. Этот вопрос полностью противоположен её ценностям, но на него она должна ответить, если он хочет выжить. Я обнаружил, что Келли могла придать смысл этому невообразимому ужасу в этой необработанной реальности».

## Отзывы и оценки
«Райское озеро» получил в основном положительные отзывы. Агрегатор рецензий Rotten Tomatoes дал картине рейтинг в 78%, основываясь на 27 обзорах, и назвал картину «жестоким и эффектным британским худи-хоррором, который, несмотря на клише, остается правильным хоррором».
Кинокритик Деннис Харви в своей рецензии для журнала Variety сказал, что «это был эффектный душераздирающий британский ужас» и сравнил фильм с такими произведениями как «Последний дом слева» и «Повелитель мух». Питер Брэдшоу из The Guardian провел параллели с «Избавлением» и «Соломенными псами» и заявил, что «это выглядит как лучший британский фильм ужасов за многие годы: неприятный, страшный и жесткий, как кожа на барабане», заключив, что фильм «исключительно хорошо сделан, безжалостно экстремальный, неустанно расстраивающий».
Однако некоторые рецензенты, критикуют фильм, говоря о том, что он разжигает классовые предрассудки против рабочего класса в Британии. The Sun осудил фильм «противное предположение, что все люди рабочего класса — головорезы». В то же время The Daily Telegraph пришел к выводу, что «этот уродливый, бессмысленный фильм выражает страх и отвращение к обычным англичанам». Придерживающийся левых политических взглядов автор Оуэн Джонс в своей книге «Чавс: Демонизация рабочего класса» подробно цитирует фильм как пример медийной демонизации пролетарской молодежи через стереотип «Чав». Он пишет: «этот фильм, в котором утверждалось, что средние классы больше не могут жить рядом с квази-звериными низшими классами». Рецензент сайта proficinema.ru Мария Мухина говорит что «картина Джеймса Уоткинса может напомнить легендарный „Заводной апельсин“ Стенли Кубрика».

## Награды и номинации
| Организация                            | Номинация                                    | Получатель     | Результат |
| -------------------------------------- | -------------------------------------------- | -------------- | --------- |
| Премия британского независимого кино   | Лучшая женская роль                          | Келли Райлли   | Номинация |
| Премия британского независимого кино   | Премия Дугласа Хикокса                       | Джеймс Уоткинс | Номинация |
| Кинофестиваль в Сиджесе                | Специальный приз за художественный фильм     | Джеймс Уоткинс | Победа    |
| Empire Awards                          | Лучший фильм ужасов                          |                | Победа    |
| Empire Awards                          | Лучший британский фильм                      |                | Номинация |
| Премия Лондонского кружка кинокритиков | Лучший британский молодой актер              | Томас Тургус   | Победа    |
| Премия Лондонского кружка кинокритиков | Премия ALFS за лучшему британскому режиссеру |                | Номинация |
| Фантаспорту                            | Лучший международный фантастический фильм    | Джеймс Уоткинс | Победа    |